# Churchill 1
Churchill 1 är ett reservat i Kanada.   Det ligger i provinsen Manitoba, i den centrala delen av landet, 2 100 km nordväst om huvudstaden Ottawa.
Trakten runt Churchill 1 är nära nog obefolkad, med mindre än två invånare per kvadratkilometer.